# Retorius
Retorius – pochodzący z Egiptu bizantyński astrolog, działający w I połowie VI wieku.
Był autorem częściowo tylko zachowanego kompendium astrologicznego. Dzieło to ma przede wszystkim charakter kompilacji dokonanej na podstawie wcześniejszych prac, głównie Klaudiusza Ptolemeusza, Pawła z Aleksandrii czy Wettiusza Walensa, zawiera jednak znaczne partie tekstu oryginalnego. Traktat Retoriusa stanowi rozwiniętą syntezę antycznych teorii astrologicznych, autor m.in. utożsamił cztery trygony zodiakalne z czterema żywiołami, podzielił domy na męskie i żeńskie, a także wyznaczył 18 miejsc dziennych i 17 nocnych. Retorius zamieścił w swoim dziele także obszerny wybór horoskopów na lata 401–516.